# Abaddon
În Vechiul Testament, Abaddón (ebraică:  אֲבַדּוֹן‎, Avadon - "distrugere") este locul distrugerii, al morții, împărăția morților. În Apocalipsa după Sf. Ioan, este îngerul pustiitor din adâncuri, regele lăcustelor din iad, al sufletelor rele ce chinuiesc pe oameni. Numele grecesc e Apollion, în "Vulgata" nimicitorul (Exterminans), în literatura rabinică reprezintă o parte din cele patru părți ale iadului (Iov 26, 6; 28,22; 31,12; Apocalipsa 9,11).
În cartea Melissei de la Cruz, îngerul Abbadon îi este însoțitor lui Azrael (îngerul morții). Amândoi fiind legați unul de celalălt prin jurământul eternității.  

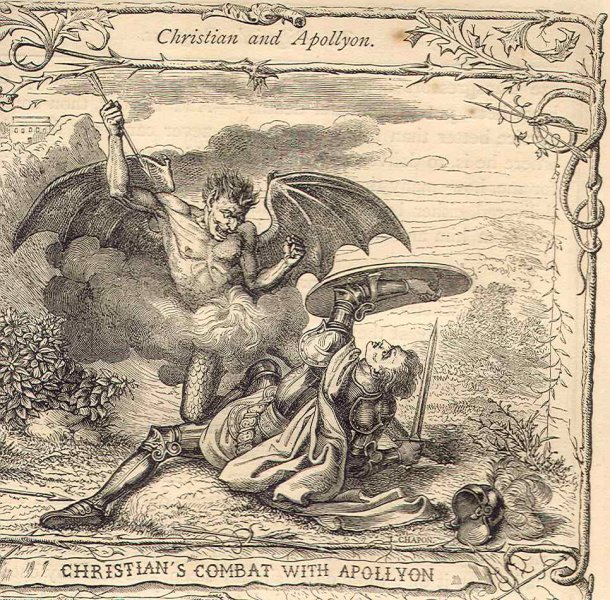
Desen înfățișând pe Apollion (de deasupra) bătându-se cu un creștin, din romanul alegoric creștin "Călătoria pelerinului", al lui John Bunyan.